# 2000年乌兹别克斯坦总统选举
2000年乌兹别克斯坦总统选举于2000年1月9日在乌兹别克斯坦全国举行。时任总统伊斯拉木·卡里莫夫以95.7%的得票率获得连任。这次选举的投票率为95.1%。
这次选举，乌兹别克斯坦将全国分为14个选区，设立投票站共计7721个。参与监督大选的有美国、俄罗斯、德国、日本等国的55名观察员及百名左右的外国记者。乌兹别克斯坦各党派、非政府组织也派出了1.5万名代表对大选进行监督。选前各媒体普遍看好卡里莫夫高票连任。民意调查也显示卡里莫夫胜选在望大选只有两位候选人，卡里莫夫的对手是烏茲別克斯坦人民民主黨第一书记阿卜杜拉哈菲兹·贾拉洛夫（Абдулахафиз Джалалов）。贾拉洛夫本人的职业是哲学教授，其声望与政治能力均无法与卡里莫夫相匹敌。贾拉洛夫还表示，为了国家的和平与稳定，他自己投票支持卡里莫夫。

## 结果
| 候选人                  | 政党                   | 得票       | %    |
| ----------------------- | ---------------------- | ---------- | ---- |
| 伊斯拉木·卡里莫夫       | 自我牺牲者民族民主党   | 11,147,621 | 95.7 |
| 阿卜杜拉哈菲兹·贾拉洛夫 | 乌兹别克斯坦人民民主党 | 505,161    | 4.3  |
| 无效票/空白票           | 无效票/空白票          | 470,417    | -    |
| 总计                    | 总计                   | 12,123,199 | 100  |
| 数据来源: Nohlen et al. |                        |            |      |